# Mounir Chaftar
Mounir Chaftar (* 29. Januar 1986 in Frankfurt am Main) ist ein deutsch-tunesischer Fußballspieler. Er wird meistens als Linksverteidiger eingesetzt.

## Karriere

### Verein
Mounir Chaftar war in der Jugend für Eintracht Frankfurt und Kickers Offenbach aktiv. Von 2005 bis 2008 spielte er in der zweiten Mannschaft von Eintracht Frankfurt. Im Profiteam kam er meist nur wenige Minuten vor Spielende als Einwechselspieler zum Zug. In der Bundesligasaison 2008/09 gab Chaftar ein kurzes Gastspiel beim MSV Duisburg. In der Winterpause der Saison 2008/09 wechselte er zurück zu seinem Jugendverein Kickers Offenbach, wo er in der 3. Liga zum Einsatz kam. Im Sommer 2010 schloss sich der Abwehrmann erneut der Reserve von Eintracht Frankfurt an. Ein Jahr später wechselte er zum Drittligisten Wacker Burghausen, wo er am 23. Juli 2011 unter Trainer Rudi Bommer im Spiel gegen Rot-Weiß Oberhausen sein Debüt gab.
Am 30. April 2012 gab der VfL Bochum die Verpflichtung von Chaftar bekannt. Er unterschrieb einen Zwei-Jahres-Vertrag bis zum 30. Juni 2014. Nach 21 Einsätzen in seiner ersten Bochumer Spielzeit verlor Chaftar seinen Stammplatz in der Abwehr und kam in der Hinrunde der Saison 2013/14 nur noch zu einem Ligaeinsatz. Daraufhin wechselte er im Januar 2014 zum 1. FC Saarbrücken in die 3. Liga, wo er einen Vertrag bis zum 30. Juni 2015 unterzeichnete. In der Sommerpause 2016 wechselte Chaftar vom FC Saarbrücken zu Wacker Nordhausen in die Regionalliga Nordost.

### Nationalmannschaft
Chaftar absolvierte 2007 unter Dieter Eilts ein Spiel für die deutsche U21-Nationalmannschaft. Darüber hinaus kam er ab der U-17 bis U-19 zu mehreren Länderspielen.

## Nach der aktiven Karriere
Nach Ende seiner Fußballkarriere begann Mounir Chaftar im Juli 2022 eine Tätigkeit im Trainer-Funktionsteam als Fußballanalyst und Co-Trainer im Nachwuchsbereich von Eintracht Frankfurt. Seine Aufgaben umfassen die Spielanalyse, die Entwicklung von Spielstrategien und die Unterstützung bei der Ausbildung junger Talente.